# Мейстрик, Карл
Карл Мейстрик (нем. Karl Mejstrik) — австрийский фигурист, чемпион мира 1913 года, серебряный призёр чемпионата мира 1914 года в парном катании. Выступал также в мужском одиночном катании, в этом виде на чемпионате Австрии дважды занимал второе место — в 1910 и 1911 годах. В паре выступал с Хелен Энгельманн.

## Спортивные достижения

### Мужчины
| Соревнования/Сезоны | 1910 | 1911 |
| ------------------- | ---- | ---- |
| Чемпионаты Австрии  | 2    | 2    |

### Пары
(с Хелен Энгельманн)
| Соревнования/Сезоны | 1913 | 1914 |
| ------------------- | ---- | ---- |
| Чемпионаты мира     | 1    | 2    |
| Чемпионаты Австрии  | 1    | 2    |